# Rhamdella exsudans
Rhamdella exsudans és una espècie de peix de la família dels heptaptèrids i de l'ordre dels siluriformes.

## Morfologia
Els mascles poden assolir els 8,9 cm de llargària total.

## Distribució geogràfica
Es troba a Sud-amèrica: estat de Rio de Janeiro (Brasil).